# 奥乌弗
奥乌弗是德国石勒苏益格－荷尔斯泰因州的一个市镇。总面积5.12平方公里，总人口140人，其中男性70人，女性70人（2011年12月31日），人口密度27人/平方公里。